# Montecelio
Montecelio (fino al 1872 denominato Monticelli) è una frazione del comune sparso di Guidonia Montecelio, della città metropolitana di Roma Capitale, nel Lazio.
Il centro urbano è sviluppato su due colline e originariamente era sede comunale; alla nascita della città di fondazione Guidonia, nel 1937, è stato accorpato ad essa insieme all'Aeroporto militare presente in quest'ultima.

## Storia
Montecelio sorge su due alture che furono occupate in epoca preistorica e arcaica (sec. X-V a.C.) da un centro urbano tradizionalmente identificato con la città latina di Corniculum (patria secondo la tradizione di Servio Tullio), che cessò di esistere dopo essere stata sottomessa a Roma. Durante l'età romana sulle pendici dei colli sorsero varie ville rustiche e sulla vetta più elevata (mt. 390) venne costruito un tempietto in opera laterizia su podio di travertino. Intorno all'anno Mille tale sommità per il suo valore strategico fu prescelta per la fondazione di un castello, il Castrum Monticellorum, e di nuovo circondata da mura che ricalcavano quelle preistoriche. All'interno del recinto venne innalzata una imponente fortezza quadrangolare, oggi quasi completamente crollata, nella quale venne imprigionato e ucciso l'Abate di Subiaco, Pietro, che si era opposto alle mire espansionistiche dei Signori di Monticelli. Agli inizi del secolo successivo anche l'altra collina ospitò un centro fortificato, il Castrum Montis Albani, che dopo molte vicende venne unito nel 1436 al più importante feudo di Monticelli e in pochi anni si spopolò del tutto. 
Nel 1145 la Rocca diede rifugio a Papa Eugenio III in fuga da Roma a Farfa con la corte pontificia, successivamente si schierò invece con l'Imperatore Federico II contro il Papa Gregorio IX (1241). Appartenne poi a varie famiglie nobili (Capocci, Orsini, Anguillara) per poi divenire dal 1445 presidio della Chiesa sotto i Cardinali governatori d'Estouville, Balva, Orsini, Della Rovere. Nel 1550, diminuita l'importanza strategica, Monticelli fu acquistato dai Cesi che lo tennero fino al 1678, sotto la signoria vi fu un notevole incremento demografico, il paese si ampliò, vide sorgere nuovi edifici (Palazzo Cesi, Arco di Santa Maria in Piazza San Giovanni) e abbellire le chiese esistenti (San Lorenzo, Sant'Antonino, Sant'Antonio, Santa Maria). Nello stesso periodo tal Anselmo de' Romani già segretario dell'arcivescovo di Salisburgo, tornato in patria edificò la Villa Dei Romani sulla collina di Carcibove. Grande merito viene dato al vescovo don Bernardo Panicola, autore di molti restauri e molto introdotto nella vita politica del Vaticano. 
Ma fu nel secolo seguente, sotto i Borghese, che la Comunità intraprese i lavori più impegnativi con la costruzione della nuova grande Chiesa di San Giovanni (1710), sorta sul luogo di una più antica. Nello stesso tempo sulle rovine dell'abbandonato Monte Albano veniva edificato il vasto complesso francescano di San Michele Arcangelo, abitato dai frati sino al 1873, restaurato negli anni '90 per ospitare l'Istituto di Grafica e Comunicazione della Regione Lazio ed attualmente sede del museo archeologico Rodolfo Lanciani, dove è conservato il capolavoro scultoreo della Triade Capitolina. Con l'unione dello Stato Italiano il paese cambiò il suo nome in Montecelio (1871). 
Nel 1916, durante la prima guerra mondiale, il Corpo Aeronautico occupò parte dei terreni di Montecelio, nella zona pianeggiante fino alla località "Le Prata", per crearvi un Campo di Aviazione in cui si addestravano gli allievi piloti. Dopo il conflitto l'Aeroporto di Montecelio, intitolato al Ten. Col. Alfredo Barbieri caduto in combattimento acquisì sempre maggiore importanza. Il comune di Guidonia Montecelio fu costituito con Regio Decreto Legge il 21 ottobre 1937 unendo i centri abitati di Montecelio e Guidonia il primo già capoluogo del comune omonimo. 
A partire dalla fine degli anni '50, è uno dei luoghi più utilizzati per le ambientazioni del cinema italiano. Nel 1957 vi sono stati girati gli esterni del film Anna di Brooklyn con Gina Lollobrigida e nel 1998 vi fu girata una parte del film Incontri proibiti di Alberto Sordi.

## Società

### Evoluzione demografica
| Evoluzione storica della popolazione di Montecelio |       |
| 1656                                               | 692   |
| 1782                                               | 1.403 |
| 1881                                               | 2.668 |
| 1901                                               | 3.195 |
| 1911                                               | 3.408 |
| 1921                                               | 3.763 |
| 1931                                               | 4.269 |
| 2010                                               | 3.924 |